# Noctilux

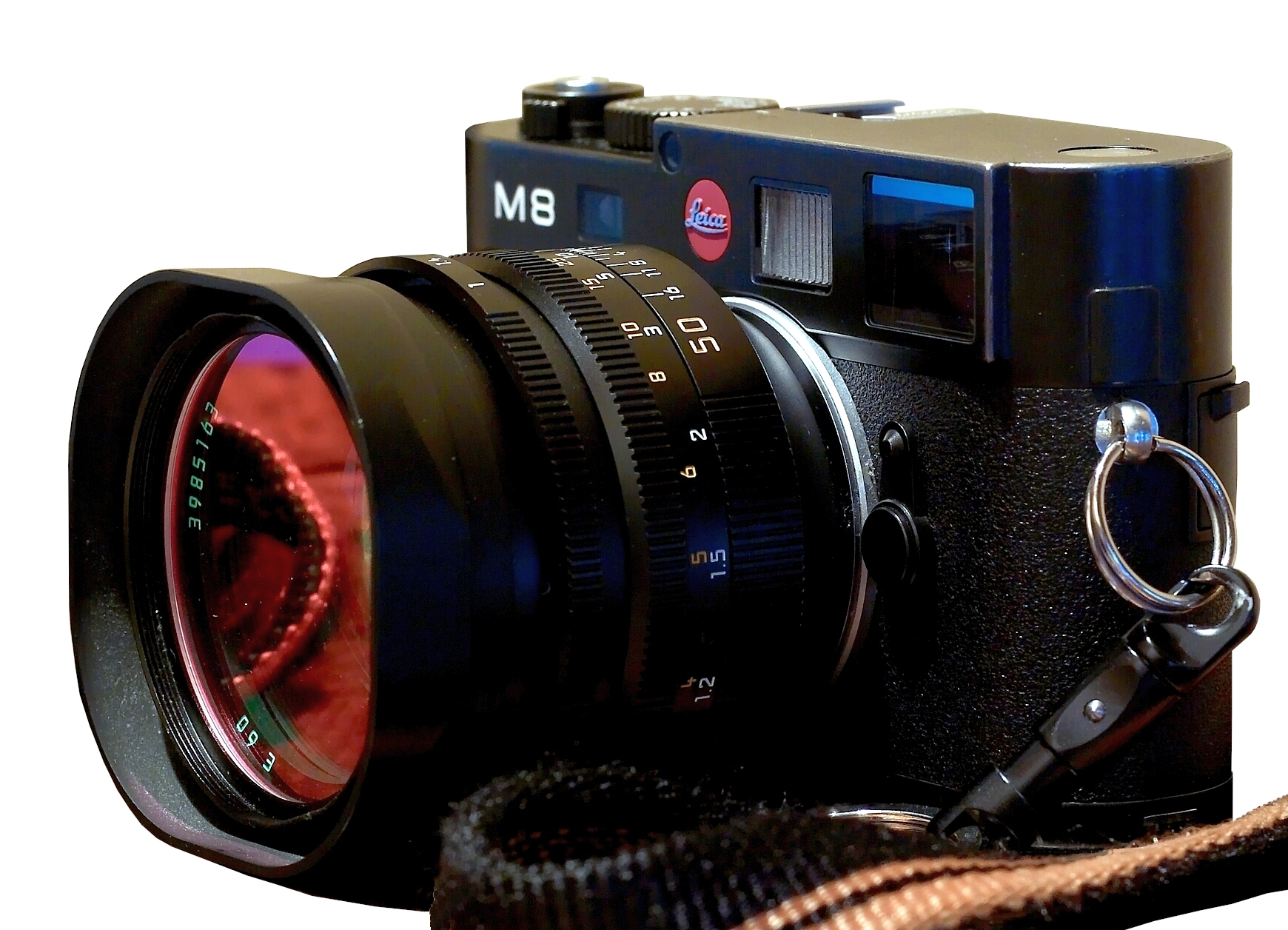
L'obiettivo Noctilux montato su un modello Leica M8.

Il nome Noctilux indica un obiettivo fotografico con lunghezza focale di 50mm e con una luminosità che, inizialmente, era pari a f/1.2. Il dispositivo fu progettato e costruito da Leica nel 1966 e fu il primo obiettivo al mondo il cui gruppo ottico fosse dotato di due lenti asferiche, molate a mano, nonché  di un vetro speciale che non è  stato più utilizzato negli obiettivi successivi a causa della sua difficoltà e onerosita' di produzione.
Fu costruito in circa 2000 esemplari.

## Etimologia
Il nome Noctilux deriva dalla combinazione di due parole della lingua latina, noctis lux: la prima è il genitivo di nox (notte) e lux vuol dire luce (letteralmente: luce della notte), indicando quindi un obiettivo adatto alla luce notturna, ovvero a condizioni di scarsa luminosità.

## Evoluzione
Nel 1976 lo schema ottico venne semplificato, eliminando le lenti asferiche: in questo modo l'obiettivo poté raggiungere la ragguardevole luminosità di f/1.0. Nel 2008 è stata presentata la nuova versione, denominata Noctilux-M 50mm f/0.95 ASPH, basata nuovamente sull'uso di lenti asferiche, che raggiunge una luminosità record, con un rapporto focale di f/0.95.

## Utilizzo
L'alto rapporto focale ne rende naturale l'uso con luce ambiente. La scarsissima profondità di campo alle alte aperture del diaframma, può essere usata nella ritrattistica o nella foto da studio per ottenere particolari effetti espressivi. Alternativamente, si può disporre di tempi di esposizione più rapidi al fine di bloccare oggetti in movimento veloce.

## Schema ottico

Nel modello attuale, il Noctilux-M 50 mm f/0.95 ASPH, lo schema ottico combina 8 lenti, di cui 2 asferiche, suddivise in 5 gruppi. Una lente asferica costituisce il 1º gruppo ottico, contando dall'esterno; la seconda lente asferica è combinata con un'altra a formare il gruppo più flottante, quello più vicino al piano della pellicola o del sensore ottico.
Il movimento dell'elemento flottante, necessario a garantire le prestazioni nella messa a fuoco più vicina, è dotato di un meccanismo indipendente dal resto dell'ottica.
Il Noctilux f/0.95 asferico, che copre il formato 24×36, ha una distanza focale di 52,3 mm  abbracciando un angolo di ripresa di 47°; la pupilla di ingresso della luce è posta a 50,6 mm, misurati dal piano tangente alla lente più esterna in direzione della luce entrante. La messa a fuoco minima è 1 metro.

## Lista di obiettivi Noctilux
Per  Innesto Leica M:
| Nome                          | Lunghezza focale | Anno            | Apertura f | Dimensioni filtro | Peso             |
| ----------------------------- | ---------------- | --------------- | ---------- | ----------------- | ---------------- |
| Noctilux 50 mm f/1,2          | 50 mm            | 1966 – 1975     | f/1,2      | 49 mm             | 470 – 515 grammi |
| Noctilux-M 50 mm f/1          | 50 mm            | 1976 – 2008     | f/1,0      | 60 mm             | 584 grammi       |
| Noctilux-M 50 mm f/0,95 ASPH. | 50 mm            | 2008 – presente | f/0,95     | 60 mm             | 700 grammi       |
| Noctilux-M 75 mm f/1,25 ASPH. | 75 mm            | 2017 – presente | f/1,25     | 67 mm             | 1055 grammi      |
| Noctilux-M 50 mm f/1,2 ASPH   | 50 mm            | 2021–presente   | f/1,2      | 49 mm             | 405 grammi       |